# ポッキーゲーム
ポッキーゲーム (Pocky Game) は、ポッキーを用いたパーティゲームの1つ。2人がポッキーの両端をくわえて同時に食べ進むゲームが主流であり、合コンや酒宴で行われることが多い。また、用いられるのはポッキーに限らず、ポテトなどの細長い食べ物や棒状ではないお菓子なども代用される。
ポッキーを使った遊びの総称としても使われる。

## ルール
ポッキーゲームに明確なルールは存在しないが、一般に遊ばれているルールを総合すると、次のようなものになる。
2人で行う場合
2人が向かい合って1本のポッキーの端を互いに食べ進んでいき、先に口を離したほうが負けとなる。お互いが口を離さずに食べ切った場合、その2人はキスをすることになる。
また、ポッキーの両端を噛み、折る。そして、折れた時の長さが長いほうの勝利となる。
複数人で行う場合
複数人で行う方法は複数通り存在する。
- まず、2人で食べ進み、ポッキーが適当なある一定の長さに達した場合、2人のうちどちらかが別の人に交代する。そうしてポッキーが食べ切られたときに残った2人はキスをすることになる。
- 2人組のチームに分かれ、目をつぶって上記のルールで行う。終了時のポッキーの長さが、最も短いチームが勝ちとなる。途中で折れた場合は負け、唇が触れた場合は勝ちとなる。

## 調査
CanCamが10代 - 40代の女性152名を対象とした調査では、ポッキーゲームを知っている人は67%、知らない人は33%であったうえ、前者の内訳は10代が87%、20代が79%、30代が56%、40代が33%であった。また、実際にやったことがある人は23%、ない人は77%であったという。